# Grupo Arquitetura Nova
O Grupo Arquitetura Nova, constituído por Sérgio Ferro, Rodrigo Lefèvre e Flávio Império, foi um grupo formado pela Faculdade de Arquitetura e Urbanismo da USP em 1962 - pertencente, portanto, à primeira geração de arquitetos modernos brasileiros posterior à construção de Brasília. Evidentemente influenciados pelos mestres Niemeyer, da chamada "Escola Carioca", e sobretudo por Artigas, da "Escola Paulista", realizaram uma reflexão crítica acerca da arquitetura brasileira produzida então, bem como de suas perspectivas diante do fim da euforia nacional-desenvolvimentista que caracterizara o Governo Juscelino Kubitschek, com o advento do regime militar.
O ponto de partida é o ideal de Vilanova Artigas, ligado ao Partido Comunista Brasileiro, de educar a burguesia paulistana da época, habituada à ostentação e à prodigalidade em ornamentos, característica da arquitetura eclética, e oferecer projetos de desenho mais sóbrio.
A partir daí os "novos" arquitetos, Ferro, Império e Lefèvre, decidem deslocar o centro da discussão para outros aspectos, tais como o papel social do arquiteto e as relações de produção no canteiro de obras, a perspectiva de industrialização da construção civil (particularmente habitacional) e as técnicas construtivas tradicionais. Os três compartilharam, durante os anos 1960, um escritório onde elaboraram projetos, sobretudo de residências de classe média, praticando o que eles mesmos definiram como "poética da economia": experiências construtivas relativamente simples, cuja otimização de procedimentos tinha como objetivo aumentar o produtividade e o acesso à arquitetura.
Abóbadas autoportantes, materiais brutos e sem revestimento, caixilhos produzidos no canteiro eram práticas resultantes dessa preocupação em reduzir o custo da obra, ampliar o acesso à habitação e à arquitetura, e simultaneamente procurar romper a alienação dos trabalhadores em relação ao produto de seu trabalho.
Em 1969, tem início o período mais duro do regime, e alguns dos mais expressivos arquitetos e professores da FAU-USP, dentre os quais Vilanova Artigas, Paulo Mendes da Rocha, Jon Maitrejean, mas também os "novos arquitetos" Ferro e Lefèvre, foram afastados da escola, aposentados, presos ou exilados pelos dispositivos autoritários.

### Bibliográficas
- ARANTES, Pedro; Arquitetura Nova - De Artigas aos mutirões; São Paulo: Editora 34, 2004.
- KOURY, Ana Paula; Arquitetura Nova - Flávio Império, Rodrigo Lefèvre, Sérgio Ferro. São Paulo: Romano Guerra Editora / Edusp / Fapesp, 2004. ISBN 8531407834